# Vụ án Near đối đầu Minnesota
Vụ án Near đối đầu Minnesota (1931), đưa tới một phán quyết mang tính bước ngoặt của Tòa án Tối cao Hoa Kỳ, theo đó hạn chế trước khi xuất bản đã bị phát hiện vi phạm quyền tự do báo chí được bảo vệ theo Tu chính án I Hiến pháp Hoa Kỳ. Nguyên tắc này đã được áp dụng cho tự do ngôn luận nói chung trong luật học sau đó. Tòa án phán quyết, một đạo luật của bang Minnesota nhắm vào các nhà xuất bản các tờ báo " độc hại " hoặc " tai tiếng " đã vi phạm Tu chính án I Hiến pháp Hoa Kỳ.  Học giả pháp lý và nhà phụ trách chuyên mục báo Anthony Lewis gọi vụ án Near "vụ án báo chí vĩ đại đầu tiên“.
Sau đó, nó là tiền lệ quan trọng trong vụ án New York Times Co. v. Hoa Kỳ (1971), trong đó Tòa án phán quyết chống lại nỗ lực của chính quyền Nixon để cấm ấn hành Pentagon Papers.

## Bối cảnh vụ án

Phiên bản ngày 15 tháng 10 năm 1927 của The Saturday Press

Năm 1927, JM Near, người được mô tả là " chống Công giáo, chống Do Thái, chống người da đen và chống các tổ chức lao động "  bắt đầu xuất bản The Saturday Press ở Minneapolis với Howard A. Guilford, một cựu ứng cử viên chức thị trưởng đã bị kết án về tội phỉ báng.
Tờ báo cho rằng các băng đảng Do Thái "thực tế cai trị" thành phố cùng với cảnh sát trưởng, Frank W. Brunskill, người bị buộc tội tham dự vào các vụ ăn hối lộ. Trong số các mục tiêu khác của tờ báo là nhắm vào thị trưởng George E. Leach, công tố viên quận Hennepin và thống đốc ba nhiệm kỳ tương lai Floyd B. Olson, và các thành viên của bồi thẩm đoàn quận Hennepin, những người mà tờ báo tuyên bố, không đủ năng lực hoặc cố tình điều tra và truy tố hoạt động tội phạm được biết đến không thành công.
Ngay sau khi vấn đề đầu tiên được lan truyền, Guilford đã bị bắn và phải nhập viện, ở đó họ lại tiếp tục nỗ lực giết ông ta. Ít nhất một trong những câu chuyện được in trên tờ Saturday Press đã dẫn đến một vụ truy tố thành công một tên xã hội đen tên là Big Mose Barnett, kẻ đã đe dọa một người chủ tiệm giặt khô địa phương bằng cách phá hủy quần áo của khách hàng ông ta.

### Phiên tòa xét xử đầu tiên
Olson đã đệ đơn khiếu nại chống lại Near và Guilford theo Luật Phiền toái Công cộng năm 1925. Các lệnh cấm vĩnh viễn đã được phán dựa vào luật này chống lại những người tạo ra " phiền toái công cộng " bằng cách xuất bản, bán hoặc phân phối một "tờ báo độc hại, tai tiếng và phỉ báng". Olson tuyên bố rằng các cáo buộc chống lại ông và các quan chức công cộng khác được nêu tên trong tất cả chín trường hợp được công bố từ ngày 24 tháng 9 năm 1927 đến ngày 19 tháng 11 năm 1927 cũng như giai điệu chống Do Thái nói chung của tờ báo đã vi phạm luật này.  Vào ngày 22 tháng 11 năm 1927, Thẩm phán Matthias Baldwin của Tòa án Quận Hennepin đã ban hành lệnh cấm tạm thời cấm các bị cáo chỉnh sửa, xuất bản hoặc lưu hành tờ Saturday Press hoặc bất kỳ ấn phẩm nào khác có chứa tài liệu tương tự. Lệnh này đã được cấp mà không cần thông báo cho cả hai bị cáo trong phiên điều trần giữa Olson và thẩm phán, và sẽ kéo dài cho đến khi phiên tòa xét xử theo lệnh của thẩm phán để cho các bị cáo trình bày lý do tại sao họ không nên bị cấm xuất bản vĩnh viễn. Phiên điều trần được tổ chức vào ngày 9 tháng 12, và thị trưởng tương lai của thành phố Minneapolis Thomas Latimer lập luận rằng các hoạt động của các bị cáo được bảo vệ bởi các hiến pháp của Hoa Kỳ và Minnesota và được đưa ra khiếu nại.
Thẩm phán Baldwin đã bác bỏ ý kiến phản đối và được Tòa án Tối cao bang Minnesota xác nhận qua việc bác đơn kháng cáo.

### Phán quyết đầu tiên của Tòa án tối cao bang Minnesota
Tòa án Tối cao Bang đã viết rằng một ấn phẩm tai tiếng "gây phiền nhiễu, làm tổn thương và gây nguy hiểm cho sự thoải mái và thư thái của một số lượng người đáng kể", và do đó tạo thành một mối phiền toái giống như "những nơi bán rượu độc hại bất hợp pháp", "nhà bán dâm", "" chó "," hàng rào độc hại "" thú ăn thịt chạy rong"," xổ số "và" cỏ dại độc hại ". Tòa án cho rằng một tờ báo cũng có thể gây nguy hiểm cho sự an toàn, bởi vì "tài liệu tai tiếng" có xu hướng làm xáo trộn sự yên bình và kích động các cuộc tấn công. Tòa án đã trích dẫn các quyết định trước đây của bang Minnesota duy trì quyền của tiểu bang cấm xuất bản "chi tiết xử tử tội phạm" và giảng dạy "những điều gây tổn hại cho xã hội". Việc hạn chế xuất bản một tờ báo dựa trên nội dung độc hại của nó theo đó nằm trong quyền lực hợp pháp của "người dân được nói qua đại diện của họ" để giữ gìn "đạo đức công cộng" và "phúc lợi công cộng". Tòa án tuyên bố rằng họ phải đưa ra sự bảo vệ rõ rệt đối với các quyết định như vậy, bởi vì "đó là đặc quyền của cơ quan lập pháp để xác định không chỉ những gì lợi ích công cộng đòi hỏi mà còn các biện pháp cần thiết để bảo vệ lợi ích đó".
Liên quan đến việc bảo vệ quyền tự do báo chí của Near và Guilford theo điều 1, mục 3 của Hiến pháp bang Minnesota, Tòa án Tối cao Bang không tin rằng quyền này dự định nhằm bảo vệ việc xuất bản "tài liệu tai tiếng", nhưng nó chỉ cung cấp "một lá chắn cho báo chí trung thực, cẩn thận và có lương tâm, "không phải là" phỉ báng và gièm pha. " Thay vào đó, "người sử dụng báo chí phải chịu trách nhiệm cho việc lạm dụng nó." Tòa án cũng phán quyết rằng điều khoản về thủ tục tố tụng của hiến pháp tiểu bang không mở rộng bất kỳ sự bảo vệ bổ sung nào.

### Quyết định của tòa án sau khi bị đưa trở lại
Vụ án sau đó được trả lại cho Tòa án Quận Hennepin, Near và Guilford đã gia hạn sự phản đối của họ đối với tính hợp hiến của Luật Phiền toái Công cộng. Thẩm phán Baldwin một lần nữa bác bỏ sự phản đối của họ. Chỉ có khiếu nại được xác minh rằng Olson đã nộp đơn kiện và các vấn đề báo chí được đưa vào làm bằng chứng, và các bị cáo đã không cố gắng tranh luận rằng Saturday Press không phù hợp với định nghĩa theo quy chế, hoặc những câu chuyện được xuất bản của họ là sự thật. Baldwin phán quyết rằng các tờ báo không có chứa gì ngoài tài liệu tai tiếng và phỉ báng, và vĩnh viễn cấm các bị cáo "sản xuất, chỉnh sửa, xuất bản, lưu hành, sở hữu, bán hoặc cho đi bất kỳ ấn phẩm nào mà là một tờ báo độc hại, mang tai tiếng hoặc phỉ báng, như được định nghĩa bởi luật pháp, "và cũng cấm " cả việc tiếp tục tiến hành sự phiền toái nói trên dưới tên và tiêu đề của Saturday Press hoặc dưới bất kỳ tên hoặc tiêu đề nào khác. " 

### Quyết định thứ hai của Tòa án tối cao tại bang Minnesota
Khi bị kháng cáo một lần nữa, Tòa án Tối cao Minnesota phán quyết rằng quyết định đầu tiên của họ đã để lại một câu hỏi nhỏ về tính hợp hiến của đạo luật, cả theo thách thức hiến pháp tiểu bang của các bị cáo và một lập luận mới dựa trên quy trình đúng theo Hiến pháp Hoa Kỳ lần thứ 14. Các bị cáo cũng lập luận rằng lệnh cấm của tòa án đã đi quá xa vì nó ngăn cản họ thực hiện bất kỳ tờ báo nào, nhưng kháng cáo của họ không yêu cầu sửa đổi án lệnh. Tòa án trong mọi trường hợp không đồng ý với cách giải thích của họ về phạm vi của án lệnh, nói rằng nó đã cho phép họ xuất bản một tờ báo, miễn là nó được vận hành "hài hòa với phúc lợi công cộng."
Chỉ có Near kháng cáo từ quyết định này lên Tòa án Tối cao Hoa Kỳ, nhờ sự giúp đỡ tài chính vào phút cuối của Đại tá Robert R. McCormick, nhà xuất bản huyền thoại của tờ Chicago Tribune. Lần này, Tòa án, với tỉ số khít khao 5-4 đã đảo ngược quyết định của Tòa án Tối cao bang Minnesota và phán quyết rằng Luật Phiền toái Công cộng năm 1925 là vi hiến. Sự đảo ngược chủ yếu dựa trên những thay đổi về quyết định của Tòa án Tối cao giữa hai lập luận. Một trích dẫn từ quyết định được viết bởi Hughes được khắc trong sảnh đường của tờ Tribune ngày nay.

## Diễn biến tiếp theo
Guilford sau đó gia nhập đội ngũ phóng viên của Twin City. Ông ta tiếp tục chuốc lấy sự giận dữ của tổ chức tội phạm ở Minneapolis và bị bắn chết vào ngày 6 tháng 9 năm 1934.
Tòa án đã ngưng lại một trong số ít các quyết định còn lại để kiểm duyệt báo chí như vụ Near trong vụ án New York Times v. Sullivan (1964), trong đó hạn chế nghiêm trọng các căn cứ mà một quan chức công cộng có thể kiện tội phỉ báng. Các tuyên bố liên quan đến hành vi chính thức của họ chỉ có thể hành động chống lại nếu được thực hiện với "ác ý thực sự", có nghĩa là sự coi thường hoặc thiếu thận trọng đối với sự thật.
Vụ án Tạp chí Hustler v. Falwell (1988) đã loại trừ các chế nhạo khỏi tiêu chuẩn mà đã hạn chế này, vì chúng không bao gồm các tuyên bố hành động thực tế. Hustler đã nói rõ sự bảo vệ này mở rộng ra ngoài những vụ án phỉ báng đơn thuần để che đậy những sự sai phạm khác như cố ý gây ra sự đau khổ về tình cảm.

## Án lệ pháp luật cơ bản phát xuất từ trường hợp này
Không được phép hạn chế trước nội dung tin tức của chính phủ trừ khi nó tiết lộ thông tin quân sự quan trọng, có nội dung tục tĩu hoặc có thể trực tiếp kích động "hành vi bạo lực".